# La Lastra del Cano
La Lastra del Cano es una localidad española y anejo del municipio de Santiago de Tormes, en la provincia de Ávila (Castilla y León). En el año 2011 tenía una población de 16 habitantes. Está situada a 1438 m s. n. m.

## Geografía
LASTRA DEL CANO: l. compuesto de 3 barrios llamados Lastra del Cano, Lastrilla y Cardedal, que forman un ayunt. y una felig. en la prov. y dióc. de Avila (14 leg.); part. jud. del Barco de Avila (2), aud. terr. de Madrid (30), c. g. de Castilla la Vieja (Valladolid (30): SIT. en terreno algún tanto elevado, le combaten todos los vientos, y su CLIMA, bastante frío, es propenso á dolores reumáticos. Tiene, con los barrios, 100 CASAS de pobre construcción; la de ayunt., escuela de instrucción primaria, común á ambos sexos, á la que concurren 20 alumnos que se hallan á cargo de un maestro dotado con 210 rs., de los fondos de propios, y ¼ fan. de centeno que da de retribución cada niño; y una igl. parr. (Ntra. Sra. de la Encarnación), servida por un párroco, cuyo curato es de entrada y de presentación ó nombramiento de la justicia, concejo y vec. del pueblo; hay una ermita (San Francisco), con culto público y sostenida por los fieles; el cementerio está al S. en parage que no ofende la salud pública. El TÉRM. confina N. La Avellaneda; E. Horcajo; S. Aliseda, y O. Los Cuartos: se extiende ½ leg. de N. á S., é igual dist. de E. á O., y comprende un monte carrascal que cría encinas pequeñas, 2 deh. de pastos de 16 peonadas de extensión, una deh. boyal con algunos árboles viejos, algunos prados, y 6 fuentes de aguas frescas y potables que sirven para los usos domésticos. El TERRENO: es escabroso y de mala calidad, CAMINOS: los que dirigen á los pueblos limítrofes, en mediano estado. El CORREO : se recibe de la cab. del part. PROD.: centeno, patatas, lino y pastos; mantiene ganado lanar y vacuno, y cria alguna caza, IND.: la agrícola. POBL.: 98 vec, 383 alm. CAP. PROD.: 1.208,600 rs. IMP.: 48,344. Ind. y fabril 1,050. CONTR. : 2,675 rs. y 19 mrs. El PRESUPUESTO MUNICIPAL asciende á 909 rs., que se cubren con el producto de propios y por reparto vecinal.
Pascual Madoz, Diccionario geográfico-estadístico-histórico etc., Vol. 10

## Historia
El municipio se extinguió el 16 de agosto de 1976, incorporándose a Santiago de Tormes.

## Demografía
| Gráfica de evolución demográfica de La Lastra del Cano entre 1842 y 1970 |
| |
| Población de derecho según los censos de población del INE. Población de hecho según los censos de población del INE.Entre el censo de 1981 y el anterior, este municipio desaparece porque se agrupa en el municipio Santiago de Tormes. |

| 37                        | 32 | 33 | 29 | 29 | 24 | 23 | 25 | 20 | 17 | 16 | 16 |
| (Fuente: INE [Consultar]) |    |    |    |    |    |    |    |    |    |    |    |

## Personas destacadas
- Olegario González de Cardedal, teólogo.